# Carl Björnberg (1656–1721)
Carl Björnberg, född 11 juli 1656 på Ingelby i Kyrkefalla socken, död 19 april 1721 på Gillbo i Mönsterås socken, var en svensk militär. Han var far till Carl Björnberg.
Carl Björnberg var son till lagmannen Joen Björnberg och dennes hustru Christina Bergin. Han blev fänrik vid Hälsinge regemente 1676, kommenderades till flottan och deltog i slaget vid Ölands södra udde år 1676. Björnberg befordrades till löjtnant 1678, kapten 1696, var överstelöjtnant och chef för |Gästrike tre- och femmänningsbataljon 1701–1709 samt chef för Kalmar regemente 1709–1716, varpå han erhöll avsked.